# Ansh Tandon
Ansh Tandon (nacido el 8 de noviembre de 2001) es un jugador de críquet emiratí. En febrero de 2020, fue nombrado en la plantilla de los EAU para el torneo clasificatorio T20I de la Región Occidental de la ACC 2020. Debutó con los EAU en el T20I, contra Arabia Saudí, el 25 de febrero de 2020. Antes de su debut en el T20I, fue nombrado en la plantilla de los Emiratos Árabes Unidos para la Copa Mundial de Críquet Sub-19 de 2020, y fue nombrado como uno de los jugadores clave del equipo.
En enero de 2021, iba a ser seleccionado en la selección de los Emiratos Árabes Unidos para jugar un día internacional (ODI) contra Irlanda. Sin embargo, antes del inicio de la gira dio positivo en el test de COVID-19, y fue descartado de la serie. En marzo de 2021, fue convocado por los Punjab Kings para entrenar con el equipo de cara a la Indian Premier League de 2021.